# YA!ENTERTAINMENT
YA!ENTERTAINMENT（ワイエー!エンターテインメント）は、講談社が2003年10月から発行している書籍レーベル。

## 概要
ヤングアダルトとして2003年に創刊。
キャッチフレーズは活字力全開（フルパワー）。

## 作品一覧

### あ行
- 赤毛の女医アン（福田隆浩）
- ヴァンパイアの契約（キャロラインB・クーニー、訳：神戸万知）
- ヴァンパイアの帰還（キャロラインB・クーニー、訳：神戸万知）
- ヴァンパイアの運命（キャロラインB・クーニー、訳：神戸万知）
- ウソツキチョコレート（イアム）
- ウラナリ（板橋雅弘）
- Hは人のためならず（後藤みわこ）
- Hは寝て待て（後藤みわこ）
- Hよければすべてよし（後藤みわこ）
- 大盛りワックス虫ボトル（魚住直子）
- お面屋たまよし（石川宏千花）

### か行
- キッズ・スタッフ（ジョナサン・マーシュ）
- 金魚島にロックは流れる（かしわ哲）
- クリスタル エッジ（風野潮）
- 恋時雨（蘇部健一）

### さ行
- サイコバスターズ（青樹佑夜）
- 十角館の殺人（綾辻行人）
- 進化論（芝田勝茂）
- 水車館の殺人（綾辻行人）
- スクールガール・エクスプレス38（芦辺拓）
- スクール・バッグいっぱいの運命（板橋雅弘）
- 進め!女優道（長江優子）
- 創竜伝（田中芳樹）

### た行
- タイムスリップ探偵団（楠木誠一郎）
- チェーン・メール《ずっとあなたとつながっていたい》（石崎洋司）
- ティーン・パワーをよろしく（エミリー・ロッダ）
- どまんなか（須藤靖貴）
- トーキョー・ジャンヌダルク（石崎洋司）

### な行
- 泣いちゃいそうだよ《高校生編》 （小林深雪）
- 菜子の冒険 猫は知っていたのかも。（深沢美潮）
- なまくら（吉橋通夫）
- NO.6（あさのあつこ）

### は行
- 100%ガールズ（吉野万里子）
- ファンム・アレース（香月日輪）
- フルメタル・ビューティー!（花形みつる）
- ボーイズ・イン・ブラック（後藤みわこ）
- ぼくのプリンときみのチョコ（後藤みわこ）
- ホンマに運命?（令丈ヒロ子）

### ま行
- 都会のトム&ソーヤ（はやみねかおる）
- 満月を忘れるな!（風野潮）
- 明治ドラキュラ伝（菊地秀行）
- もしも、この世に天使が。（山田あかね）

### や行
- 妖怪アパートの幽雅な日常（香月日輪）

### ら行
- ラジオ・キス（白倉由美）
- リライトノベル 邪宗門（原作・芥川龍之介）（駒井和緒）
- リライトノベル 坊っちゃん（原作・夏目漱石）（駒井和緒）
- 凜九郎（吉橋通夫）
- レイの青春事件簿（松原秀行）
- レガッタ! 水をつかむ（濱野京子）